# Mrzlo Polje (gmina Laško)
Mrzlo Polje – wieś w Słowenii, w gminie Laško. W 2018 roku liczyła 60 mieszkańców.